# ديفيد د. تيري
ديفيد د. تيري (بالإنجليزية: David Dickson Terry)‏ هو محامي وسياسي أمريكي، ولد في 31 يناير 1881 في الولايات المتحدة، وتوفي بنفس المكان في 6 أكتوبر 1963. حزبياً، نشط في الحزب الديمقراطي. انتخب عضو مجلس النواب الأمريكي.